# Qiaoxi (Shijiazhuang)
Qiaoxi (chinesisch 桥西区, Pinyin Qiáoxī Qū) ist ein chinesischer Stadtbezirk der bezirksfreien Stadt Shijiazhuang der Provinz Hebei. Er hat eine Fläche von 67,26 km² und zählt 762.015 Einwohner (Stand: Zensus 2010).

## Administrative Gliederung
Auf Gemeindeebene setzt sich der Stadtbezirk aus elf Straßenvierteln und einer Gemeinde zusammen. 